# Европско првенство у атлетици на отвореном 1946 — 110 метара препоне за мушкарце
Трка на 110 метара са препонама у мушкој конкуренцији на 3. Европском првенству у атлетици 1946. одржана је 24. и 25. августа на стадиону Бислет у Ослу.

## Земље учеснице
Учествовало је 12 такмичара из 8 земаља.
1. Белгија (2)
2. Данска (1)
3. Мађарска (1)
4. Финска (2)
5. Француска (2)
6. Чехословачка (2)
7. Шведска (2)
8. Швајцарска (1)

## Рекорди
| Рекорди пре почетка Европског првенства 1946. | Рекорди пре почетка Европског првенства 1946. | Рекорди пре почетка Европског првенства 1946. | Рекорди пре почетка Европског првенства 1946. | Рекорди пре почетка Европског првенства 1946. |
| --------------------------------------------- | --------------------------------------------- | --------------------------------------------- | --------------------------------------------- | --------------------------------------------- |
| Светски рекорд                                | Форест Таун Сједињене Државе                  | 13,7                                          | Чикаго, САД                                   | 19. јун 1936.                                 |
| Светски рекорд                                | Фред Волкот Сједињене Државе                  | 13,7                                          | Филаделфија, САД                              | 29. јун 1941.                                 |
| Европски рекорд                               | Хокан Лидман Шведска                          | 14,0                                          | Милано, Италија                               | 29. септембар 1940.                           |
| Рекорди Европских првенстава                  | Дон Финли, Уједињено Краљевство               | 14,3                                          | Париз, Француска                              | 3. септембар 1938.                            |

## Освајачи медаља
| Освајачи медаља |             |               |  |  |  |  |
|                 |             |               |  |  |  |  |
|                 |             |               |  |  |  |  |
|                 |             |               |  |  |  |  |
| Хокан Лидман    | Пол Брекман | Вејне Сувивуо |  |  |  |  |

## Резулти

### Квалификације
Квалификационе трке на 110 метара са препонама одржане су 24. августа са почетком у 17,10. Такмичари су подељени у две групе по шест а за финале су се квалификовала прва тројица из сваке групе (КВ).
| Место | Група | Атлетичар         | Земља        | Резултат | Бел. |
| ----- | ----- | ----------------- | ------------ | -------- | ---- |
| 1     | 2     | Хокан Лидман      | Шведска      | 14,7     | КВ   |
| 2.    | 1     | Пол Брекман       | Белгија      | 14,8     | КВ   |
| 3.    | 1     | Геста Рисберг     | Шведска      | 14,9     | КВ   |
| 4.    | 1     | Едвин Ларсен      | Данска       | 14,9     | КВ   |
| 5.    | 2     | Вејне Сувивуо     | Финска       | 15,1     | КВ   |
| 6.    | 2     | Анри Мењан        | Француска    | 15,2     | КВ   |
| 7.    | 1     | Андре Жак-Мари    | Француска    | 15,0     |      |
| 8.    | 1     | Вејко Јусила      | Финска       | 15,1     |      |
| 9.    | 2     | Пјер Вандер Сејпе | Белгија      | 14,4     |      |
| 10.   | 2     | Милан Тоснар      | Чехословачка | 5,4      |      |
| 11.   | 1     | Јозеф Киш         | Мађарска     | 15,5     |      |
| 12.   | 2     | Вернер Кристен    | Швајцарска   | 15,6     |      |

### Финале
Финална трка одржана је 25. априла.
| Место | Атлетичар     | Земља     | Резултат | Бел. |
| ----- | ------------- | --------- | -------- | ---- |
|       | Хокан Лидман  | Шведска   | 14,6     |      |
|       | Пол Брекман   | Белгија   | 14,9     |      |
|       | Вејне Сувивуо | Финска    | 15,0     |      |
| 4.    | Геста Рисберг | Шведска   | 15,2     |      |
| 5.    | Едвин Ларсен  | Данска    | 15,3     |      |
| 6.    | Анри Мењан    | Француска | 15,5     |      |

## Укупни биланс медаља у трци на 110 метара са препонама за мушкарце после 3. Европског првенства 1934—1946.
|    | Земља                |   |   |   |   |
| -- | -------------------- | - | - | - | - |
| 1. | Шведска              | 1 | 1 | 0 | 2 |
| 2. | Мађарска             | 1 | 0 | 0 | 1 |
| 2. | Уједињено Краљевство | 1 | 0 | 0 | 1 |
| 4. | Белгија              | 0 | 1 | 0 | 1 |
| 4. | Немачка              | 0 | 1 | 0 | 1 |
| 6. | Холандија            | 0 | 0 | 1 | 1 |
| 6. | Норвешка             | 0 | 0 | 1 | 1 |
| 6. | Финска               | 0 | 0 | 1 | 1 |
|    | Укупно {8}           | 3 | 3 | 3 | 9 |

|    | Атлетичар    | Земља   |   |   |   |   |
| -- | ------------ | ------- | - | - | - | - |
| 1. | Хокан Лидман | Шведска | 1 | 1 | 0 | 2 |